# Javine Hylton

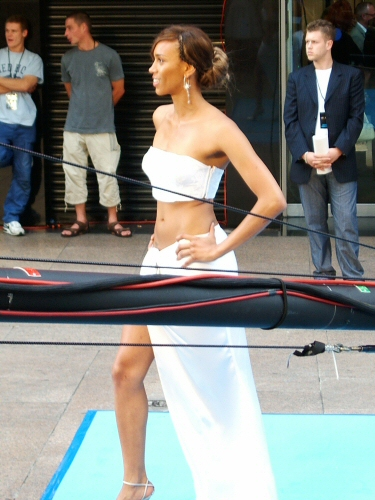
Javine Hylton

Javine Dionne Hylton of simpelweg Javine (Londen, 27 december 1981) is een Britse zangeres.
Ze speelde twee jaar de rol van Nala in de theaterproductie van de Leeuwenkoning. Hierna schreef ze zich in voor het televisieprogramma Popstars, ze haalde het net niet om deel uit te maken van de meidengroep Girls Aloud en probeerde het dan maar solo.
In 2005 won ze Making Your Mind Up en kon zo namens het Verenigd Koninkrijk naar het Eurovisiesongfestival in Kiev. Ze werd getipt als outsider voor de overwinning, maar eindigde slechts op een teleurstellende 22ste plaats met 18 punten.

## Discografie

### Albums
| Album met eventuele hitnotering(en) in de Nederlandse Album Top 100 | Datum van verschijnen | Datum van binnenkomst | Hoogste positie | Aantal weken | Opmerkingen |
| ------------------------------------------------------------------- | --------------------- | --------------------- | --------------- | ------------ | ----------- |
| Surrender                                                           | 2004                  | -                     |                 |              |             |

### Singles
| Single met eventuele hitnotering(en) in de Nederlandse Top 40 | Datum van verschijnen | Datum van binnenkomst | Hoogste positie | Aantal weken | Opmerkingen                |
| ------------------------------------------------------------- | --------------------- | --------------------- | --------------- | ------------ | -------------------------- |
| Real things                                                   | 2003                  | -                     |                 |              |                            |
| Surrender (Your love)                                         | 2003                  | -                     |                 |              |                            |
| Best of my love                                               | 2004                  | -                     |                 |              |                            |
| Don't walk away/You've got a friend                           | 2004                  | -                     |                 |              |                            |
| Touch my fire                                                 | 2005                  | -                     |                 |              | Eurovisiesongfestival 2005 |
| Don't let the morning come (ft. Soul Avengerz)                | 2006                  | -                     |                 |              | #89 in de Single Top 100   |

1957: Patricia Bredin · 
1959: Pearl Carr & Teddy Johnson · 
1960: Bryan Johnson · 
1961: The Allisons · 
1962: Ronnie Carroll · 
1963: Ronnie Carroll · 
1964: Matt Monro · 
1965: Kathy Kirby · 
1966: Kenneth McKellar · 
1967: Sandie Shaw · 
1968: Cliff Richard · 
1969: Lulu · 
1970: Mary Hopkin · 
1971: Clodagh Rodgers · 
1972: The New Seekers · 
1973: Cliff Richard · 
1974: Olivia Newton-John · 
1975: The Shadows · 
1976: Brotherhood of Man · 
1977: Lynsey de Paul & Mike Moran · 
1978: Co-Co · 
1979: Black Lace · 
1980: Prima Donna · 
1981: Bucks Fizz · 
1982: Bardo · 
1983: Sweet Dreams · 
1984: Belle & The Devotions · 
1985: Vikki Watson · 
1986: Ryder · 
1987: Rikki · 
1988: Scott Fitzgerald · 
1989: Live Report · 
1990: Emma · 
1991: Samantha Janus · 
1992: Michael Ball · 
1993: Sonia · 
1994: Frances Ruffelle · 
1995: Love City Groove · 
1996: Gina G · 
1997: Katrina & the Waves · 
1998: Imaani · 
1999: Precious · 
2000: Nicki French · 
2001: Lindsay Dracass · 
2002: Jessica Garlick · 
2003: Jemini · 
2004: James Fox · 
2005: Javine Hylton · 
2006: Daz Sampson · 
2007: Scooch · 
2008: Andy Abraham · 
2009: Jade Ewen · 
2010: Josh Dubovie · 
2011: Blue · 
2012: Engelbert Humperdinck · 
2013: Bonnie Tyler · 
2014: Molly · 
2015: Electro Velvet · 
2016: Joe & Jake · 
2017: Lucie Jones · 
2018: SuRie · 
2019: Michael Rice · 
2021: James Newman ·
2022: Sam Ryder ·
2023: Mae Muller ·
2024: Olly Alexander ·
2025: Remember Monday
- Bibliothèque nationale de France: cb151158537 (data)
- Gemeinsame Normdatei: 135345642
- International Standard Name Identifier: 0000 0001 2098 5829
- Library of Congress Control Number: n2011050617
- MusicBrainz: 72b89268-6a25-475d-9fca-f2461fd16828
- Virtual International Authority File: 2767409
- WorldCat: E39PBJbCKpQP7txDRwGdrtfjG3